# René Dif
René Dif (Frederiksberg, Región Capital; 17 de octubre de 1967) es un cantante, actor, disc jockey y rapero danés, conocido como el vocalista del grupo de pop-dance Aqua.

## Biografía
Hijo de un argelino y de una danesa, tiene dos hermanos y una hermana. No se interesó demasiado en los estudios, incluso, fue expulsado de varias escuelas y la dejó en noveno grado para trabajar en un crucero. Mientras estaba en Barbados, René escuchó a un DJ local en la radio y decidió convertirse en uno él mismo.
Para perseguir su sueño de convertirse en una estrella, se fue a Noruega. Allí se unió al DJ Alligator, con quien creó un álbum, "Groove Your Soul", y un sencillo "I Believe". Aunque sin un gran resultado, René demostró tener un gran talento como cantante. En un crucero en 1994, René conoció a Lene Nystrøm y la invitó a unirse a su grupo, junto con Claus Norreen y Søren Rasted, quienes necesitaban a un cantante. Pronto el grupo, llamado Aqua, se convirtió en un éxito internacional.
Desde la disolución de Aqua, en 2001, René ha publicado tres sencillos en solitario, "Let It All Out (Push It)", "The Uhh Uhh Song" y "Uhh La La La". En 2004 comenzó su carrera como actor y se convirtió en protagonista de varias películas dirigidas por Lasse Spang Olsen. Durante un tiempo fue dueño de un pequeño bar en el centro de Copenhague. 
En 2002 publicó una autobiografía, "Popdreng". René está casado con Rikke Maija, con quien tiene una hija llamada Mabel.

## Discografía

### Álbumes
- "Groove Your Soul" (1995)

### Sencillos
- "I Believe" (1995)
- "Let It All Out (Push It)" (2002)
- "The Uhh Uhh Song" (2002)
- "Uhh La La La" (2003)
- "Jamaica Ska" (2007)
- "All Up To You" (2009)

### Álbum-archivo
- "Bungalow" (2003)
- "Roomservice" (2003)
- "Way To Go" (2007)

### Otros
- "I bif med Dif" (1999)
- "Afrika" (2004) ("Sencillo benéfico con René Dif")
- "Come and Get ur luv" (2005) ("Crystal Clear & René Dif")

## Filmografía

### Películas
- "Den Gode Strømer (The Good Cop)" (2004)
- "Inkasso (The Collector)" (2004)
- "Eurotrash (Pistoleros)" (2007)
- "Sorte Kugler" (2009)

### Documentales
- "Turn Back Time" (2006)

## Libros

### Autobiografía
- "Popdreng" (2002)